# Спецпоселенец

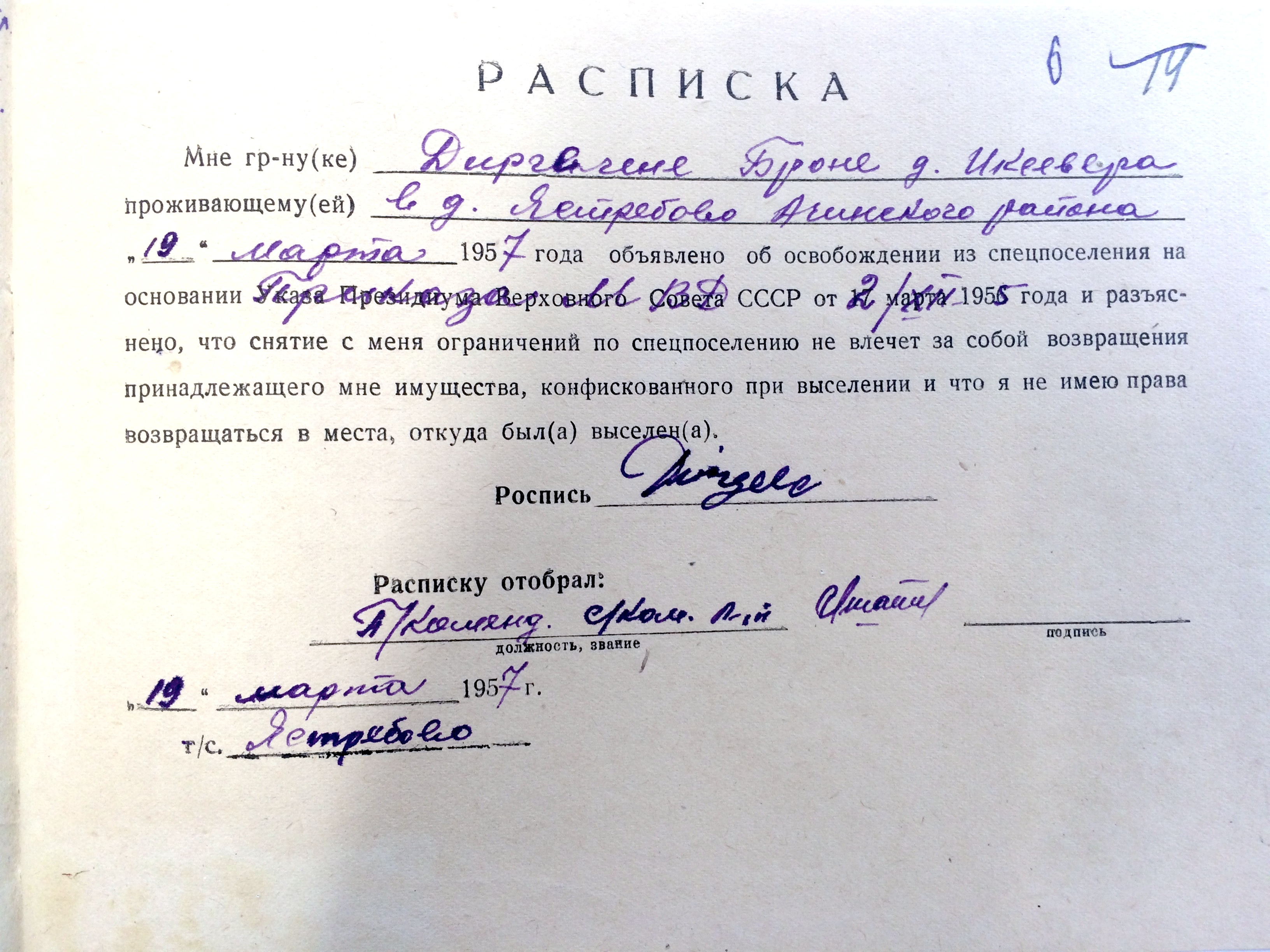
Расписка «освобождённого» спецпоселенца о том, что он уведомлён, что «снятие ограничений по спецпоселению» не влечёт возвращения конфискованного имущества и не даёт права возвращения в места, откуда был выселен

Спецпоселе́нец (спецпереселе́нец, трудпоселенец) — лицо, выселенное из места проживания, преимущественно в отдалённые районы страны без судебной или квазисудебной процедуры. Особая категория репрессированного населения СССР. В отличие от других ссыльнопоселенцев, спецпоселенцев этапировали в спецпоселения, представлявшие собой огороженные, обнесённые колючей проволокой и иным образом изолированные, режимные места (среди прочего, острова; см., например, Назино), кроме того под спецпоселения отводились монастыри, традиционно использовавшиеся советской властью в качестве концлагерей (см. Заоникиева пустынь). Покидать спецпоселения запрещалось. Самовольный выход или выезд с района спецпоселения, приравниваемый к побегу из мест лишения свободы, карался 25 годами каторги.
С 1920-х — это были «кулаки» и «подкулачники», с начала 1930-х начались выселения по национальному признаку (немцы, финны, итальянцы и др.), по национальному признаку с определённых территорий (крымские татары) и социальному признаку, в том числе из присоединённых государств Прибалтики, Молдавии и Белоруссии, Западной Украины. 
После Второй мировой войны на положение спецпереселенцев были переведены власовцы, андерсовцы, а во время войны — те, кто подозревался в коллаборационизме.

## Раскулачивание
30 января 1930 года Политбюро ЦК ВКП(б) приняло постановление «О мероприятиях по ликвидации кулацких хозяйств в районах сплошной коллективизации». А 1 февраля 1931 года с целью придания этому процессу правовой основы ЦИК и СНК СССР приняли постановление «О предоставлении краевым (областным) исполкомам и правительствам автономных республик права выселения кулаков из пределов районов сплошной коллективизации сельского хозяйства» Согласно постановлению от 30 января 1930 года, кулаки были разделены на три категории:
1. первая категория — контрреволюционный кулацкий актив, немедленно ликвидировать путём заключения в концлагеря, не останавливаясь в отношении организаторов террористических актов, контрреволюционных выступлений и повстанческих организаций перед применением высшей меры репрессии;
2. вторую категорию должны составить остальные элементы кулацкого актива, особенно из наиболее богатых кулаков и полупомещиков, которые подлежат высылке в отдалённые местности СССР и в пределах данного края в отдалённые районы края;
3. в третью категорию входят оставляемые в пределах района кулаки, которые подлежат расселению на новых отводимых им за пределами колхозных хозяйств участках.

Раскулаченные крестьяне второй категории, а также семьи кулаков первой категории выселялись в отдаленные районы страны на спецпоселение, или трудовое поселение (иначе это называлось «кулацкой ссылкой» или «трудссылкой»). Всего за 1930 и 1931 год, как указано в справке Отдела по спецпереселенцам ГУЛАГа ОГПУ «Сведения о выселенном кулачестве в 1930—1931 гг.», было отправлено на спецпоселение 381 026 семей общей численностью 1 803 392 человека. Выселение кулаков, правда в существенно меньших масштабах, продолжалось и в 1932—1933 гг. До 1934 года крестьяне, направленные в «кулацкую ссылку», назывались спецпереселенцами, в 1934—1944 гг. — трудпоселенцами, с 1944 года — спецпоселенцами. На 1 января 1933 года в «кулацких» спецпоселениях содержалось 1 142 084 кулаков и причисленных к ним (менее 1% от всего крестьянства страны, составлявшего 133 млн человек).
Направление миллионов людей на спецпоселение (трудпоселение) стало следствием государственной политики спецколонизации, то есть освоения необжитых и малообжитых районов страны посредством насильственных переселений. Эта политика была продолжением реализовывавшейся после крестьянской реформы 1861 года политики добровольного переселения крестьян из густонаселённых районов страны в необжитые и существовала параллельно с ней. В постановлении СНК РСФСР от 18 августа 1930 года «О мероприятиях по проведению спецколонизации в Северном и Сибирском краях и Уральской области» указывалось:
Возложить на Наркомзем РСФСР проведение земельного и хозяйственного устройства спецпереселенцев и их семей, занимающихся сельским хозяйством, в Северном и Сибирском краях и Уральской области.
Поручить ВСНХ РСФСР, НКТоргу и другим хозяйственным органам, по соглашению с НКЗемом и Наркомвнуделом РСФСР проведение устройства спецпереселенцев, используемых по линии промышленности и промыслов. Признать необходимым при проведении спецколонизации:
а) максимально использовать рабочую силу спецпереселенцев на лесоразработках, на рыбных и иных промыслах в отдаленных, остронуждающихся в рабочей силе, районах и
б) в сельском хозяйстве устраивать лишь тех спецпереселенцев, рабочая сила которых не может быть использована на лесоразработках и промыслах.

Поручить НКЗему РСФСР, совместно с ВСНХ РСФСР, НКТоргом и с соответствующими краевыми (областными) исполкомами и по соглашению с НКВД РСФСР разработать в соответствии с указаниями п.3 настоящего постановления конкретные хозяйственные мероприятия по использованию спецпереселенцев. 

Смертность спецпереселенцев во время транспортировки и в первые годы жизни была достаточно высока. В мае 1933 года начальник ГУЛАГа ОГПУ М.Берман в рапорте на имя зам. председателя ОГПУ Г. Г. Ягоды: 
Несмотря на Ваши неоднократные указания ПП ОГПУ СКК о порядке комплектования и организации эшелонов, направляемых в лагеря и трудпоселки ОГПУ, состояние вновь прибывающих эшелонов совершенно неблагополучное. Во всех прибывающих из Северного Кавказа эшелонах отмечена исключительно высокая смертность и заболеваемость, преимущественно сыпным тифом и острожелудочными заболеваниями.
По сообщению Нач. Сиблага ОГПУ, из состава прибывших из Сев. Кавказа в Новосибирск эшелонов трудпоселенцев № 24, 25, 26, 27, 28 и 29 общей численностью в 10185 человек умер в пути 341 человек, то есть 3,3 %, в том числе значительное количество от истощения. Такая высокая смертность объясняется:
1) преступно-халатным отношением к отбору контингентов, выселяемых в трудпоселки, результатом чего явилось включение в этапы больных, стариков, явно не могущих по состоянию здоровья выдержать длительную перевозку;
2) невыполнением указаний директивных органов о выделении выселяемым в трудпоселки 2-х месячного запаса продовольствия; в указанных эшелонах трудпоселенцы никаких собственных запасов продовольствия не имели и во время пути снабжались только хлебом, скверного качества, в количестве от 200 до 400 грамм;
3) горячей пищей эшелоны снабжены не были, кипятком снабжались совершенно неудовлетворительно, с большими перебоями, потребление сырой воды вызвало массовые заболевания …
В рапорте М.Бермана от 8 июня 1933 года на имя Г. Г. Ягоды отмечались следующие неблагополучные, по его мнению, моменты в комплектовании и организации эшелонов с выселенными кулаками: высокая смертность и заболеваемость сыпным тифом, острожелудочными заболеваниями и даже натуральной оспой; очень много истощенных, стариков, не могущих быть совершенно использованными; поголовная вшивость; полнейшее пренебрежение к учёту (отсутствие личных дел, постановлений о выселении, искажения фамилий, неполнота учётных данных и т. п.); даже засылка людей, не подпадающих под действие постановления СНК СССР за №775/146с от 20 апреля 1933 года; после прибытия эшелонов к месту назначения иногда выясняется, отмечал М.Берман, что среди выселенных имеются рабочие, комсомольцы, иностранцы.
В особенно тяжелом положении находились дети. В докладной записке Уральского облздравотдела в Наркомздрав на 10 февраля 1932 года отмечалась огромная детская смертность среди спецпереселенцев. «Так, на комбинате „К“ в г. Перми за два месяца август — сентябрь умерло около 30 % всех детей, в Н. Лялинском районе за год родилось 87, а умерло 347, в Гаринском районе родилось за 2 месяца 32, а умерло 73 и вся эта смертность в подавляющем большинстве за счет детей».
13 февраля 1933 года Г. Г. Ягода и М. Д. Берман представили И. В. Сталину и В. М. Молотову докладную записку, в которой просили отправить на поселения в 1933—1934 годах 2 млн человек (по 1 млн в Западную Сибирь и Северный Казахстан). Этот план был реализован частично — в 1933 году в спецпоселения выслали 268 тысяч человек, в том числе 132 тысячи «деклассированных и уголовных элементов».
За 1932—1940 гг. на поселение прибыло ещё 489 822 кулака, а всего, по данным историка и исследователя репрессий В. Н. Земскова, за 1930—1940 годы в кулацкой ссылке побывало 2 176 600 человек. В этот период в ссылке родилось 230 238 человек, умерло 389 521 человек, подавляющее большинство умерло в 1932—1933 годах (соответственно 89 754 и 151 601 человек).  Причиной несоответствия количества спецпоселенцев на местах и отправленных в ссылку была не только смертность, но и массовые побеги, особенно в тех же 1932-1933 годах (соответственно 207 010 и 215 856 человек). В 1935 году количество сбежавших снизилось в 5 раз по сравнению с предыдущим годом (13 070 против 87 617) и в дальнейшем не превышало 27 809 человек в год (1937). Всего до 1940 года из ссылки сбежало 629 042 человека, треть из них были пойманы и возвращены (235 120).
На 1 октября 1941 года на учёте состояло 936 547 трудпоселенцев. Из них 871 851 человек (93,1 %) составляли бывшие кулаки, а остальные 64 696 (6,9 %) — следующие лица: выселенные по решению судов за срыв и саботаж хлебозаготовительной и других кампаний; городской деклассированный элемент, выселенный (преимущественно в 1933 году) по постановлениям «троек» ОГПУ за отказ выехать за 101-й километр из Москвы, Ленинграда и других режимных центров в связи с паспортизацией; выселенные (в основном в 1935—1937 гг.) по постановлениям органов НКВД из погранзон; осужденные (преимущественно в 1932—1933 гг.) органами ОГПУ и судами на срок от 3 до 5 лет (кроме «особо социально опасных») с заменой отбывания срока наказания в местах лишения свободы направлением на жительство в спецпоселки (трудпоселки). Все эти лица входили в документах НКВД в контингент «бывшие кулаки».

## История спецпоселений

### Административное управление
Впервые термин «спецпоселки» появился в постановлении СНК РСФСР № 36 от 16 декабря 1930 г. «О трудовом устройстве кулацких семей, высланных в отдаленные местности, и о порядке организации и управления специальными поселками». В нём сформулированы основные положения о порядке строительства и управления спецпоселками. В постановлении отмечалось, что все «кулацкие семьи», подвергшиеся раскулачиванию и выселению в отдаленные местности (вторая категория раскулаченных) в порядке постановления ЦИК и СНК СССР о мероприятиях по укреплению социалистического переустройства сельского хозяйства в районах сплошной коллективизации и по борьбе с кулачеством, выдворяются в специальные поселки. Спецпоселки организуются в местностях, где ощущается недостаток в рабочей силе для лесозаготовительных работ, в разработке недр, для рыбных промыслов и т. п., а также для освоения неиспользованных земель. Спецпоселки не могли быть образованы ближе 200 километров от пограничной полосы, вблизи железных дорог, городов, рабочих поселков и крупных селений, а также фабрик и заводов, колхозов, совхозов и МТС. Отступление от этого правила допускалось в исключительных случаях по предложению НКВД и с разрешения СНК РСФСР.
До июля 1931 года расселением, трудоустройством и другими вопросами, связанными со спецпереселенцами, ведали краевые и областные исполкомы. И лишь постановлением СНК СССР от 1 июля 1931 года «Об устройстве спецпереселенцев» их административное управление, хозяйственное устройство и использование были поручены ОГПУ. Специальные (трудовые) поселения ГУЛАГа для высланного кулачества были организованы согласно постановлениям СНК СССР от 16 августа 1931 г. № 174с, от 20 апреля 1933 г. № 775/146с и от 21 августа 1933 г. № 1796/393с. По этим постановлениям на ГУЛАГ была возложена ответственность за надзор, устройство, хозяйственно-бытовое обслуживание и трудоиспользование выселенных кулаков.
Управление спецпоселками осуществлялось назначенными комендантами поселка. В своей деятельности комендант спецпоселка подчинялся краевому, областному административному управлению и председателю райисполкома, а с 1931 года — коменданту районной спецкомендатуры. При коменданте состоял технический персонал, определенный краевым административным управлением. Наем работников техперсонала назначался по согласованию с органами ОГПУ. Комендант назначал себе в помощь исполнителей из числа спецпереселенцев в количестве не более 1 человека на 10 дворов. Спецпоселки входили в состав районов в качестве особых административных единиц. Право передвижения спецпереселенцев и членов их семей было ограничено. Они могли покидать территорию поселка только с разрешения коменданта. Для обеспечения на территории поселка порядка и безопасности при коменданте состояли милиционеры в количестве от 1 до 4 человек, из расчета 1 милиционер на 50 семей спецпереселенцев. Коменданту спецпоселка предоставлялись права районного административного отдела и сельсовета. Права и обязанности коменданта определялись инструкцией НКВД РСФСР по согласованию с ОГПУ.
Нарушение спецпереселенцами правил внутреннего распорядка в поселках, уклонение от выполнения поручений или работы и плановых заданий, а также совершение мелких бытовых преступлений влекло за собой административное взыскание в виде штрафа до 100 руб. или ареста до 30 суток, налагаемых комендантом поселка с утверждением начальника районного административного отдела. Побег из спецпоселка или отказ от работы, совершенные более трех раз или группой, сопровождались направлением в исправительно-трудовой лагерь. За совершение преступлений, предусмотренных статьями Уголовного кодекса (за изъятиями, указанными в статье 19), спецпереселенцы направлялись в исправительно-трудовые лагеря по постановлениям ОГПУ.

### Бытовые и социальные условия
Как отмечает историк В. Н. Земсков, первые годы после прибытия на спецпоселения были особенно трудными из-за смены климата, условий жизни и уклада. Это вызывало повышенную заболеваемость и смертность. Однако уже в 1935 году произошёл перелом: в «кулацкой ссылке» рождаемость впервые превысила смертность (родилось 26 122 и умерло 22 173 человека).  Практика показала, что на акклиматизацию любого контингента требовалось примерно пять лет, в течение которых рождаемость становилась выше смертности.
Условия спецпоселений напоминали собой концлагеря, однако, чекисты делали фотоальбомы для советской пропаганды в духе «потёмкинских деревень» о том, как хорошо живётся спецпоселенцам на новых местах.

#### Урал
В качестве основного типа возводимых построек для приёма спецпереселенцев на Урале, где было размещено значительное число людей, была установлена зырянская изба (два сруба под общей крышей) на две семьи и поселки на 80—100 дворов с сооружением необходимых социально-культурных зданий. Однако требования по сооружению таких построек выполнялись с запозданием, поэтому часть переселенцев размещалась по ближайшим к местам работ деревням вместе с их коренным населением.
На каждую семью в посёлках были предусмотрены нормы предоставления земли: усадьбы и огорода — 0, 35 га, сенокоса — 2, 00 га и на едока пашни — 0, 30 га. Для предоставления участков производились изыскания земель, пригодных для сельского хозяйства.
Спецпоселенцев в уральских леспромхозах в 1931 году снабжали продовольствием на каждый заработанный рубль, что стимулировало их выполнять трудовые нормы, которые были на 50% выше, чем у вольнонаёмных, зарплата составляла 75% от зарплаты вольнонаёмных. Однако снабжение продовольствием и особенно промышленными товарами было организовано плохо, из-за чего возникали вспышки заболеваний брюшным тифом и цингой. После возникшего бунта в Петропавловском леспромхозе Надеждинского района управление ОГПУ Урала  проводило расследования  по случаям произвола в отношении спецпереселенцев со стороны низового персонала предприятий (леспромхозов), были арестованы и отданы под суд более 20 человек. Неудовлетворительным было признано медицинское обслуживание спецпереселенцев и школьное обучение детей.

#### Северный край
В Северном крае для расселения спецпоселенцев строились посёлки максимум на 100 дворов, это планировалось сделать это ещё к 1 сентября 1930 года. Одновременно с жильём планировалось строительство бань, лавок и ларьков, школы, клуба или избы-читальни, яслей, детсада и фельдшерского пункта. В каждом лесном массиве планировалось возвести от 4 до 12 спецпоселков. По сути, вся Архангельская область стала «резервацией».
Строительство в отдалённых районах, без техники и материально-технического снабжения, было сложной задачей. Тем не менее в 1931 году были возведены тысячи жилых домов, клубов, библиотек, больниц, поликлиник, тысячи километров дорог, сотни мостов, предприятий, подсобных хозяйств.  На 1 февраля 1932 года было построено 217 спецпоселков, в них проживали 125 001 человек. Из расчета три квадратных метра на человека планировалось построить - 375 003 кв. м жилплощади. Построено - 367 009 кв. м, или 90%, и строилось 81 176 кв. м жилья. Это позволило обеспечить жильём только 56% семей «бывших кулаков».
Важнейшим пунктом культурной работы со спецпоселенцами, среди которых грамотных было не более трети, являлась работа  избы-читальни, первоначально одной на три поселка, затем одной на 7-8 тысяч спецпоселенцев. При избе-читальне вводился один штатный работник с окладом 100 рублей. На строительство избы-читальни требовалось 3600 рублей. В целом по одиннадцати регионам спецпоселений СССР намечалось построить до конца 1932 года 202 избы-читальни, из них 19 в Северном крае. Однако этот план уже в 1931 году был значительно перевыполнен: в Северном крае в 217 спецпосёлках действовали 32 клуба, 40 изб-читален, 37 красных уголков и 4 пункта ликвидации неграмотности, а всего 113 культпросветучреждений. В отдельных таких пунктах стали появляться радиоточки, киноустановки. При избах-читальнях начали работать кружки текущей политики, сельскохозяйственный, драматический. Избы-читальни и клубы снабжались книгами и подписными изданиями,  играми, музыкальными инструментами, костюмами для художественной самодеятельности. Только в I квартале 1934 года среди бывших кулаков было организовано 12 драматических постановок с охватом 476 человек, 19 лекций и бесед с охватом 568 человек, 31 громкая читка по актуальным вопросам внутренней и внешней политики. Работники леспромхозов были вовлечены в трудовое соревнование, 6 ударников труда занесены на «красную доску».
Чтобы укрепить культпросветработу кадрами, 1 февраля 1935 года в Архангельске были открыты шестимесячные курсы по подготовке избачей для работы в спецпоселках. В первом выпуске  было подготовлено 111 специалистов, в том числе 20 из числа спецпереселенцев. На обучение только одного выпуска требовалось 110 210 рублей.
К 1934 году 100% детей спецпоселенцев учились в школах. Было построено 500 молодежных общежитий, в которых проживали 14 000 молодых спецпереселенцев, ушедших от своих родителей по идейным соображениям.

### Положение спецпереселенцев

#### Налоги и сборы
Спецпереселенцы, расселенные в 1930—1931 гг., были освобождены от всех налогов и сборов до 1 января 1934 г. Некоторым трудпоселенцам эта льгота была продлена до 1 января 1935 г. Основная же их масса с 1934 г. стала облагаться всеми налогами и сборами на одинаковых основаниях с остальными гражданами. В оплате труда и других условиях работы они приравнивались ко всем рабочим и служащим, за исключением того, что их не принимали в профсоюз и из их зарплаты удерживалось 5 % на содержание аппарата Отдела трудовых поселений ГУЛАГа и административное обслуживание трудпоселений (до августа 1931 г. эти отчисления составляли 25 %, до февраля 1932 г. — 15 %).
С 1 сентября 1944 г. со спецпереселенцев контингента «бывшие кулаки» было прекращено удержание 5 % от заработной платы на расходы по их административному управлению и надзору. Это было сделано на основании постановления СНК СССР № 1147-340с от 24 августа 1944 г. «Об отмене процентных отчислений с заработков спецпереселенцев, установленных постановлением Совнаркома СССР от 1 июля 1931 г. № 130сс». Отныне все налоги с их доходов стали взиматься как и с полноправных граждан.

#### Обучение
Согласно «Временному положению о правах и обязанностях спецпереселенцев» от 25 октября 1931 г. (действовало до 8 января 1945 г.).,  спецпереселенцы и члены их семей имели право «на прием в местные школы, курсы и т.д. на одинаковых условиях с вольнонаемными». При этом отмечалось, что «при отсутствии или недостаточности в пунктах расселения местных школ для детей организуется дополнительная специальная сеть», которая фактически и была создана и находилась в ведении районных и поселковых комендатур ОГПУ.  В декабре 1931 г. Наркомпрос СССР утвердил положение о школьном совете в таких школах, который работал под руководством заведующего школой. В развивающемся Остяко-Вогульском национальном округе строительство таких школ шло опережающими темпами:  если на 1 июля 1931 года из 89 школ только 5 находились в спецпосёлках, то в 1933/34 учебном году из 170 школ—уже 48, в  них училось 4930 детей (против 321 ребёнка в 1931 году). Это составляло 43,5% школьников округа, тогда как спецпоселенцы в населении составляли треть. Был учтён также национальный состав спецпоселенцев: поскольку они селились компактно, работу среди детей-«националов» организовали на родном языке силами учителей из числа спецпереселенцев-«нацменов», для чего был произведен учет последних. К началу 1932 г. в спецпоселках Урала, Казахстана, Украины и Западной Сибири для 28 тыс. детей было организовано обучение, а в местах компактного проживания депортированных из национальных республик (Казахстана и Украины) были организованы 23 национальные школы. Там, где обучение детей на родном языке было невозможно организовать в полном объёме, организовывались национальные группы в общих школах.
По постановлению СНК СССР и ЦК ВКП(б) от 15 декабря 1935 г. «О школах в трудпоселках» параллельная школьная сеть была выведена из ведения ОГПУ и передана в ведение местных отделов народного образования. Пятым пунктом этого постановления была утверждена возможность «детей трудпоселенцев, окончивших неполную среднюю школу, принимать на общих основаниях как в техникумы, так и в другие специальные средние учебные заведения; окончивших среднюю школу допускать на общих основаниях в высшие учебные заведения».

#### Избирательное право
В начальный период все выселенные кулаки были лишены избирательных прав.
С 1933 г. стали восстанавливаться в этих правах дети, достигшие совершеннолетия. В постановлении Президиума ЦИК СССР от 17 марта 1933 г. «О порядке восстановления в избирательных правах детей кулаков» указывалось: «Дети высланных кулаков, как находящиеся в местах ссылки, так и вне её, и достигшие совершеннолетия, восстанавливаются в избирательных правах районными исполкомами по месту их жительства при условии, если они занимаются общественно полезным трудом и добросовестно работают».
Восстановление взрослых в избирательных правах до 1935 г. производилось строго в индивидуальном порядке по истечении, как правило, 5-летнего срока с момента выселения и при наличии положительных характеристик о поведении и работе. Практика восстановления спецпереселенцев в избирательных правах была законодательно закреплена специальным постановлением ЦИК СССР от 27 мая 1934 г. Постановлением ЦИК СССР от 25 января 1935 г. все бывшие кулаки были восстановлены в избирательных правах наравне с другими гражданами СССР.

#### Освобождение из спецпоселения
Первый опыт освобождения спецпереселенцев — передовиков производства был произведен в 1932 г. При этом большинство освобожденных спецпереселенцев, несмотря на проводившуюся с ними пропагандистскую работу, выезжало из мест поселений. Были постановления Президиума ЦИК СССР от 3 июля 1931 года и от 27 мая 1934 года, которые регламентировали порядок восстановления в гражданских правах при условии определённого трудового стажа и лояльности, причём восстановление в правах позволяло сняться с учёта в спецпоселении и выехать из комендатуры. К концу 1934 года из 31364 человек, восстановленных в правах, в посёлках осталась лишь четверть. Постановление ЦИК СССР от 25 января 1935 года установило, что восстановление в гражданских правах высланных кулаков не давало право на выезд из мест поселения. Это постановление было дополнено разъяснением, что оно распространялось на ссыльных, восстановленных в правах до 1935 года и проживавших в комендатурах.
2 октября 1938 года вышло постановление СНК СССР о выдаче паспортов детям спецпереселенцев и ссыльных. Согласно ему, дети трудпоселенцев, если они лично ничем не были опорочены, по достижении 16-летнего возраста на персональный учёт Отдела трудовых поселений ГУЛАГа НКВД СССР не ставились, получали паспорта на общих основаниях и могли покинуть трудпоселки. В 1939 г. по этому постановлению было освобождено 1824 трудпоселенца, в 1940 г. — 77 661. Помимо этого, в 1939—1940 гг. был освобожден на учёбу 18451 человек, передан на иждивение — 2721 и освобождены как «неправильно высланные» — 1540 трудпоселенцев. В 1938—1941 гг. по решениям местных органов власти некоторым бывшим кулакам, восстановленным в избирательных правах до 1935 г., было разрешено покинуть трудпоселки и выехать к избранным ими местам жительства. Кроме того, 3 июня 1939 г. вышло распоряжение НКВД СССР «Об освобождении трудпоселенцев — инвалидов».

### Период Второй мировой и Великой Отечественной войны
С началом Второй мировой войны «кулацкий» контингент спецпоселков стал разбавляться другими категориями репрессированных. 17 сентября 1939 года советские войска заняли восточную часть Польши, в приграничных районах которой жили так называемые осадники — бывшие военные, получившие землю — осаду на границе. Почти все эти люди принимали участие в Советско-польской войне 1920 года, а потому расценивались сотрудниками НКВД как потенциальные враги. В связи с этим 29 декабря 1939 года СНК СССР утвердил «Положение о спецпоселении и трудовом устройстве осадников, выселяемых из западных областей УССР и БССР» (так советское правительство называло восточные районы Польши). Переселение началось 1 февраля 1940 года, и ко 2 апреля 1940 года было выселено 139 596 человек.
После начала Великой Отечественной войны поток заявлений об освобождении из трудссылки сильно сократился, а от некоторых ранее освобожденных трудпоселенцев стали поступать заявления с просьбой разрешить вернуться в трудпоселок и снова встать на учёт трудпоселений. Это было связано с тем, что статус трудпоселенца спасал от военной службы и отправки на фронт. Так, в указании Главного управления РККА от 27 февраля 1940 г. «О порядке приписки к призывным участкам трудпоселенческой молодежи» предписывалось «призывников из числа трудпоселенческой молодежи, состоящей на учёте местных органов ОТП ГУЛаг НКВД, к призывным участкам не приписывать, учёт их не вести и в Красную Армию и Флот не призывать», в то время как «освобожденная из трудовых поселков призывная молодежь подлежит приписке к призывным участкам и призыву в армию с зачислением в кадровые войска по особому указанию НКО СССР». Тем не менее, практиковался ограниченный призыв трудпоселенцев в Красную Армию. Например, с начала войны и до 15 октября 1941 г. в РККА было призвано 3218 трудпоселенцев, из них 301 — в кадровые части и 2917 — в специальные строительные батальоны.
11 апреля 1942 г. Государственный Комитет Обороны принял Постановление № 1575сс, согласно которому за период с 15 апреля по 15 мая 1942 г. надлежало призвать в Красную Армию «35000 человек за счет тщательного отбора детей переселенцев и переселенцев призывного возраста». Вместе с другими категориями призываемых с 15 апреля 1942 г. в армию, этих трудпоселенцев надлежало использовать «на укомплектование запасных частей для подготовки маршевых пополнений и на доукомплектование выводимых с фронта стрелковых дивизий, а также на формирование танковых и других специальных частей». В июне 1942 г. по специальному постановлению ГКО план мобилизации трудпоселенцев в Красную Армию был увеличен до 50 тыс. человек. К 1 ноября 1942 г. мобилизация трудпоселенцев в Красную Армию была завершена. Всего с начала войны было призвано в армию 60 747 трудпоселенцев (из них 57 324 — после 1 января 1942 г.). 22 октября 1942 года НКВД СССР издал приказ № 002303, согласно которому все трудпоселенцы, призванные в армию и "прямые" члены их семей (жена, дети) снимались с учёта трудссылки, получали паспорта и могли выехать из трудпоселков по своему выбору "за исключением тех мест, для выезда куда требовалось особое разрешение органов НКВД в связи с войной". К 10 декабря 1942 года в целом по стране снялись с учёта 47116 трудпоселенцев: 17775 призванных и 29341 член их семей. Снятие с учёта призванных в армию и членов их семей закончилось в 1943 году.
В годы Великой Отечественной войны система спецпоселений ГУЛАГа пополнилась переселенцами, репрессированными по национальному признаку. А после её окончания новой категорией спецпоселенцев — «власовцами». На 1 июля 1950 г. в системе спецпоселений МГБ СССР помимо спецпоселенцев категории «бывших кулаков» находились следующие категории: поляки — 56 000; немцы — 949 829; калмыки — 91 919; чеченцы, ингуши, карачаевцы, балкары — 608 799; крымские татары, греки, армяне, болгары — 228 392; турки, курды, хамшилы — 94 955; «фолкс дейч» — 5 914; «оуновцы» — 100 310; «власовцы» −148 079; «указники» — 42 690; грузинские турки, греки и дашнаки — 57 670; иранцы — 4 776 человек. К этому времени на учёте спецпоселений состояло 667 589 семей в количестве 2 562 955 человек. В их числе было: мужчин — 776 989, женщин — 929 476, детей — 856 490 человек.

«Спецпоселенцы» по национальному признаку по субъектам СССР по состоянию на 1 января 1953 г.
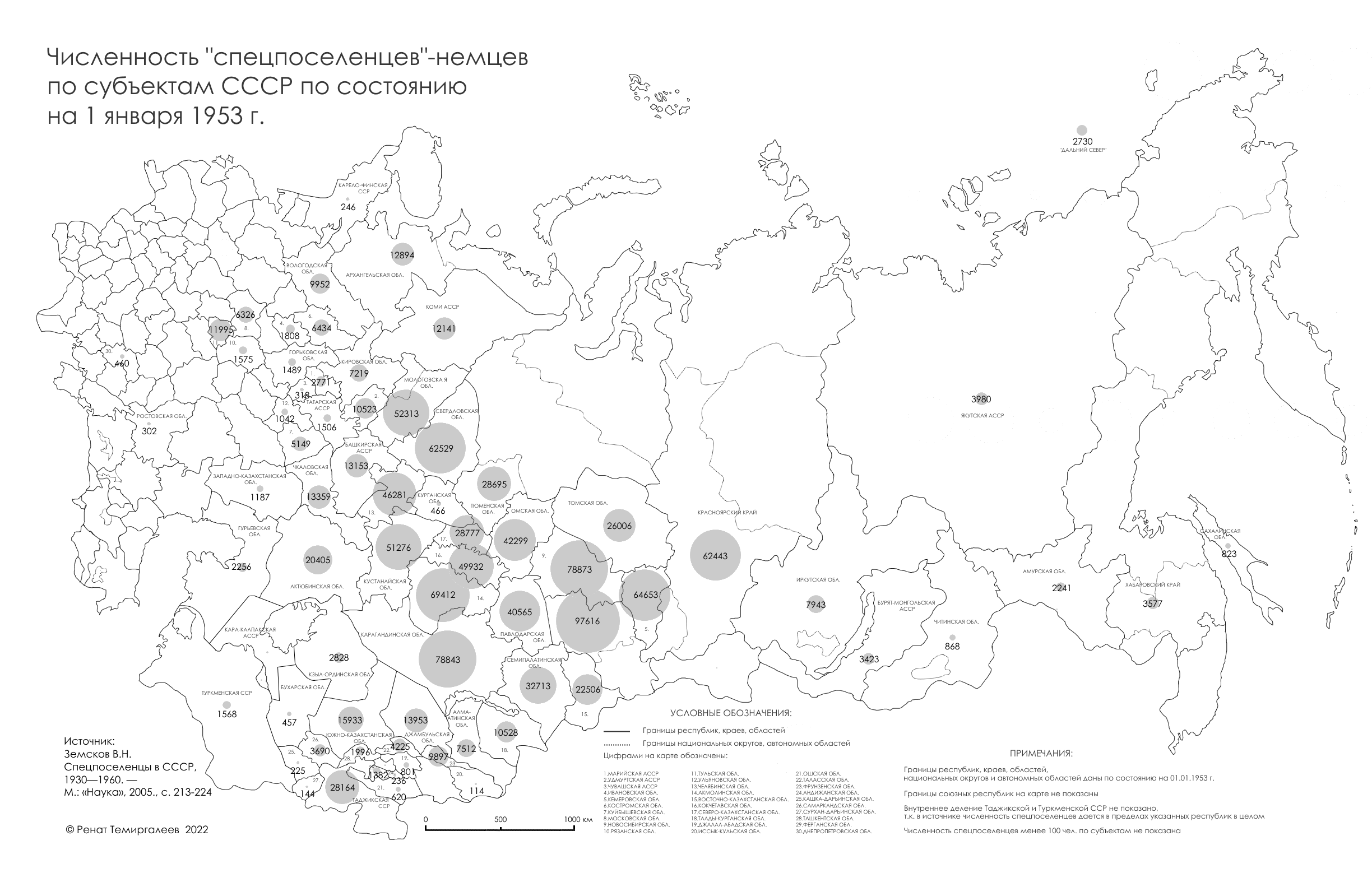
Немцы
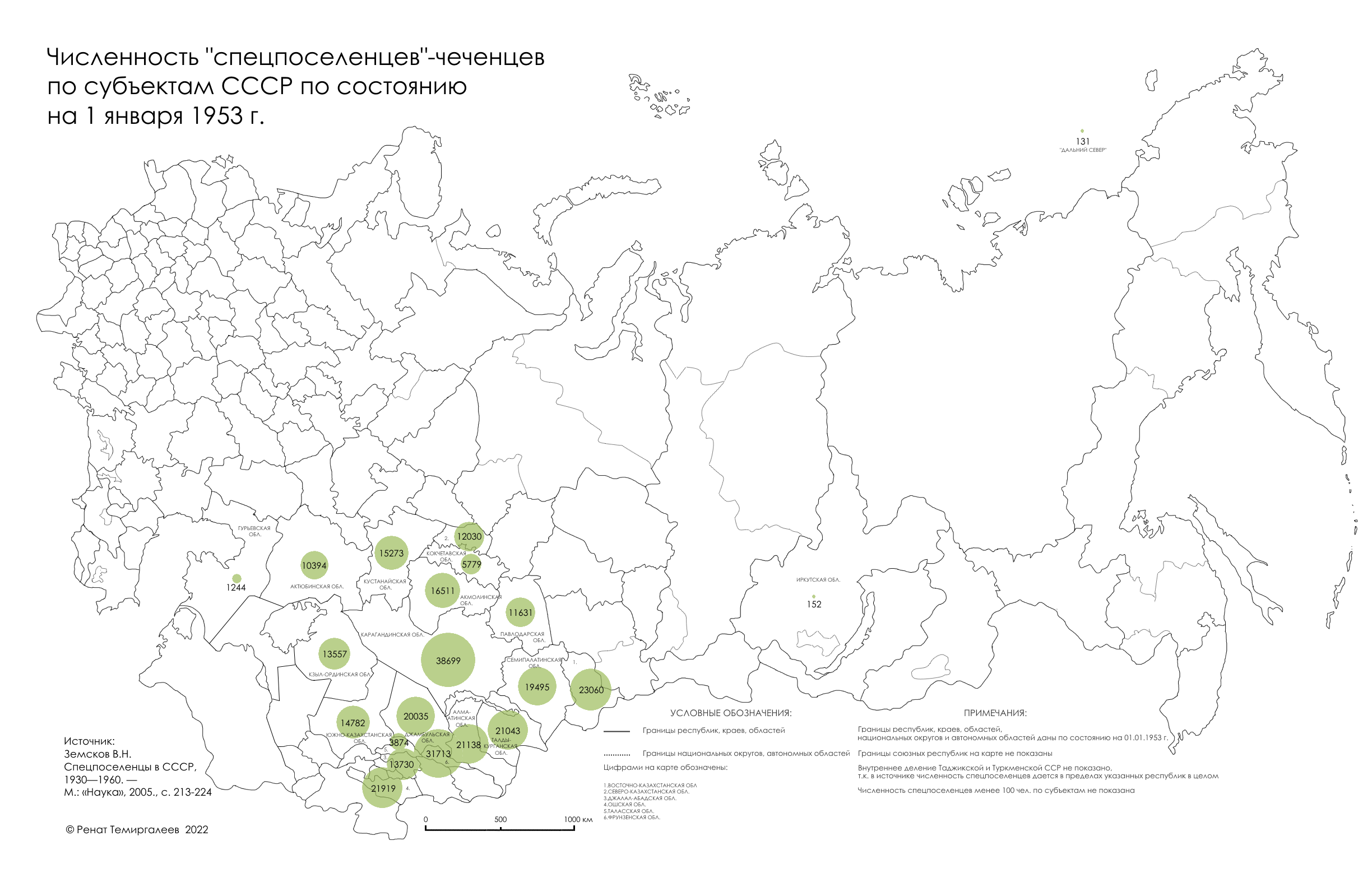
Чеченцы
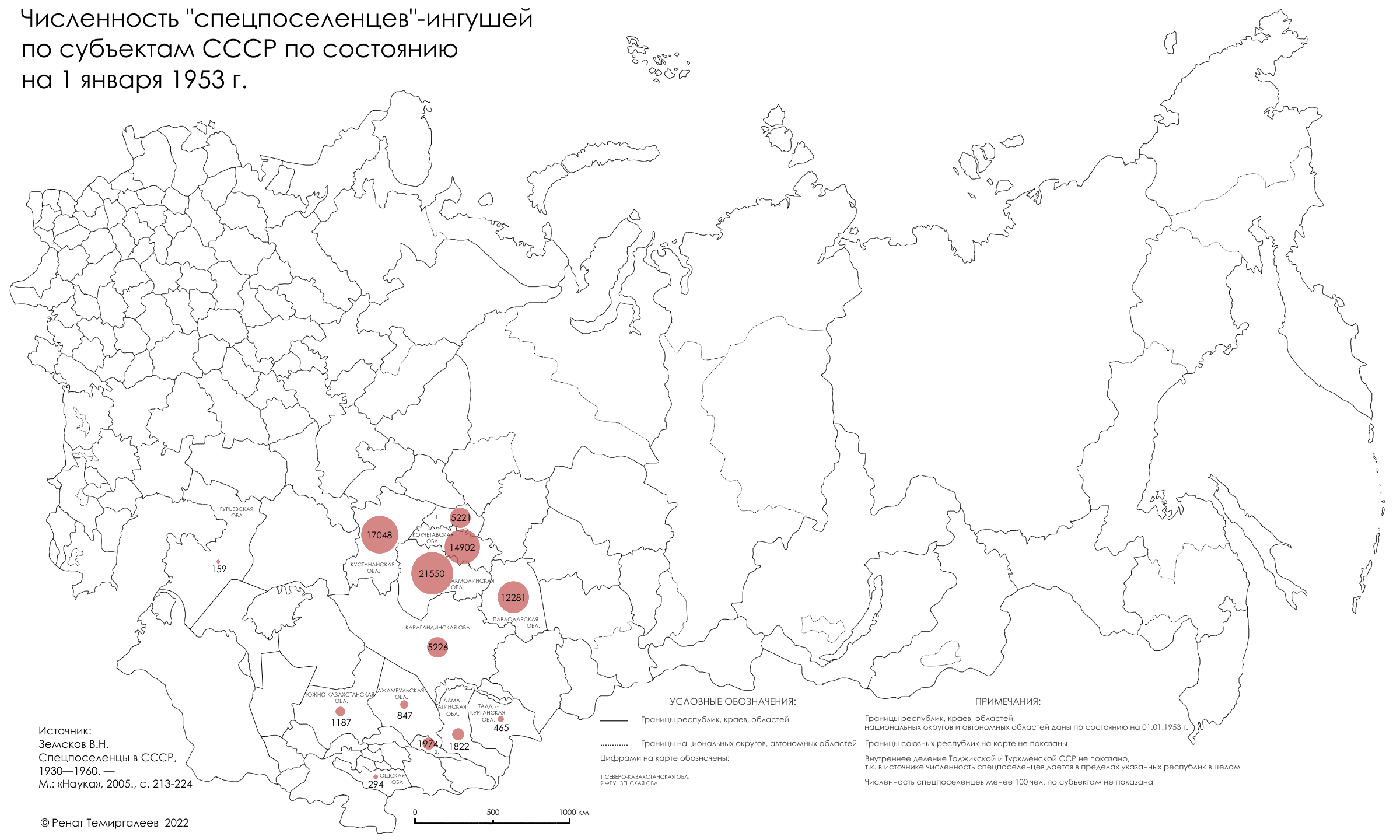
Ингуши
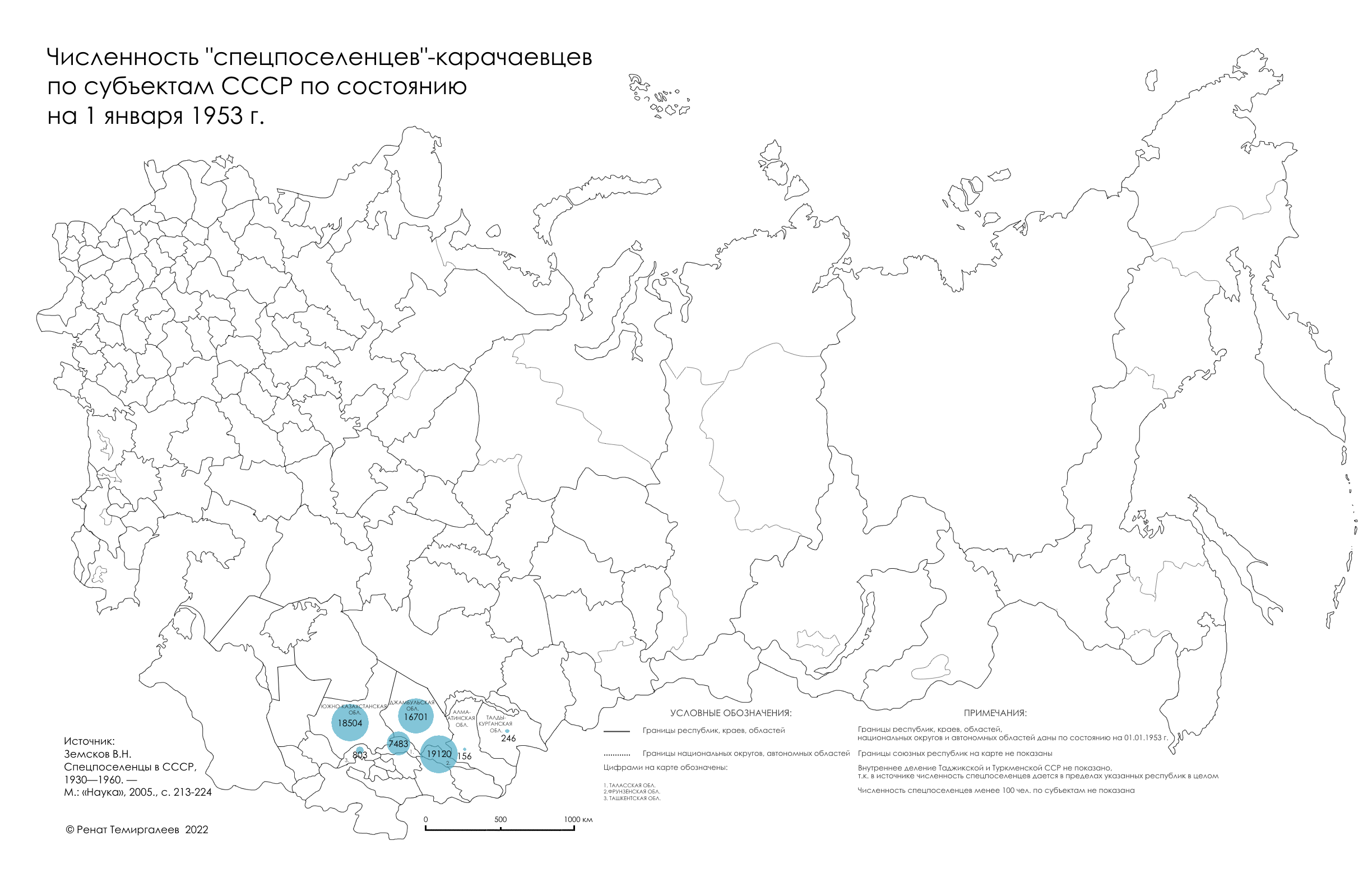
Карачаевцы
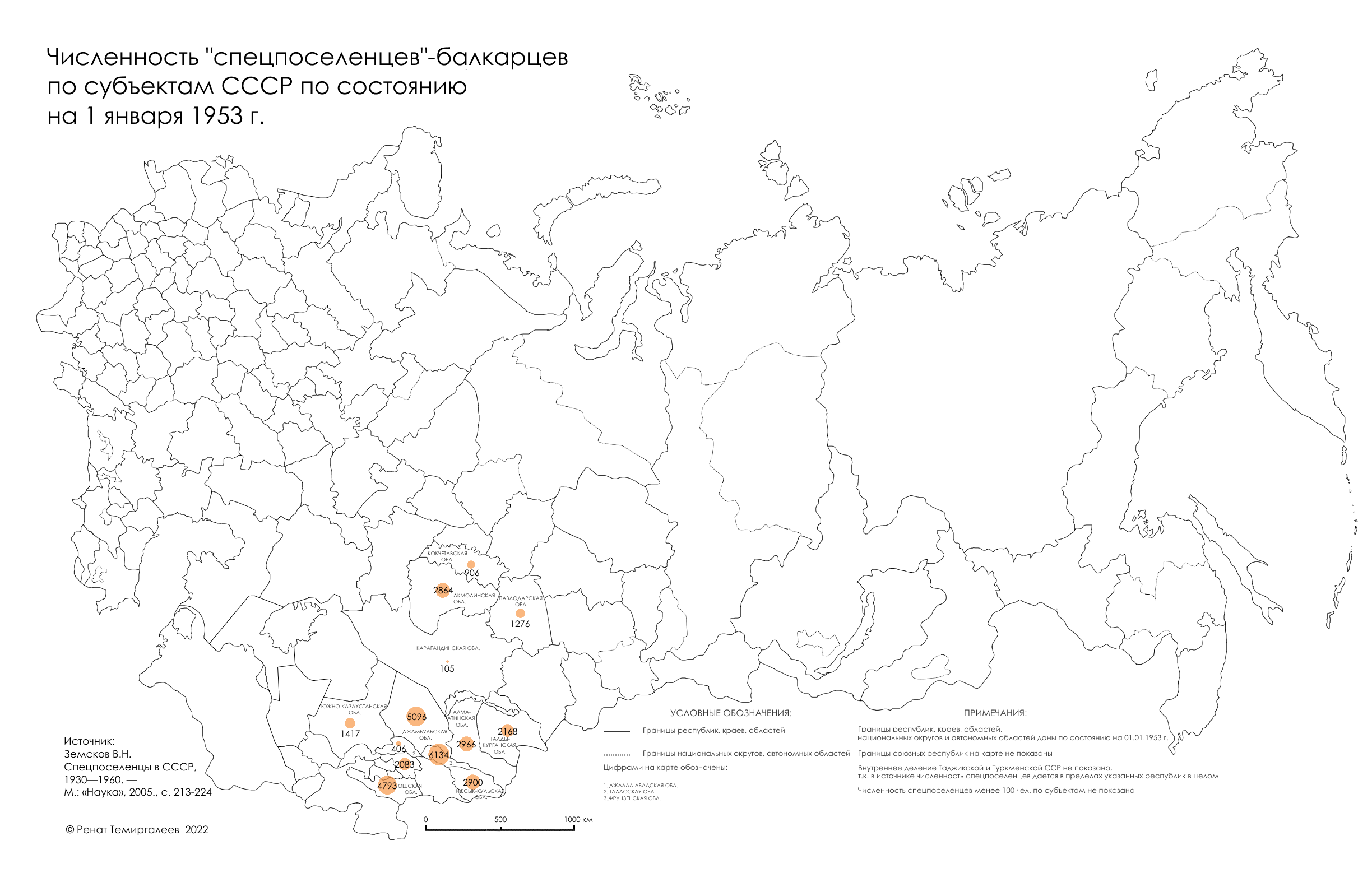
Балкарцы
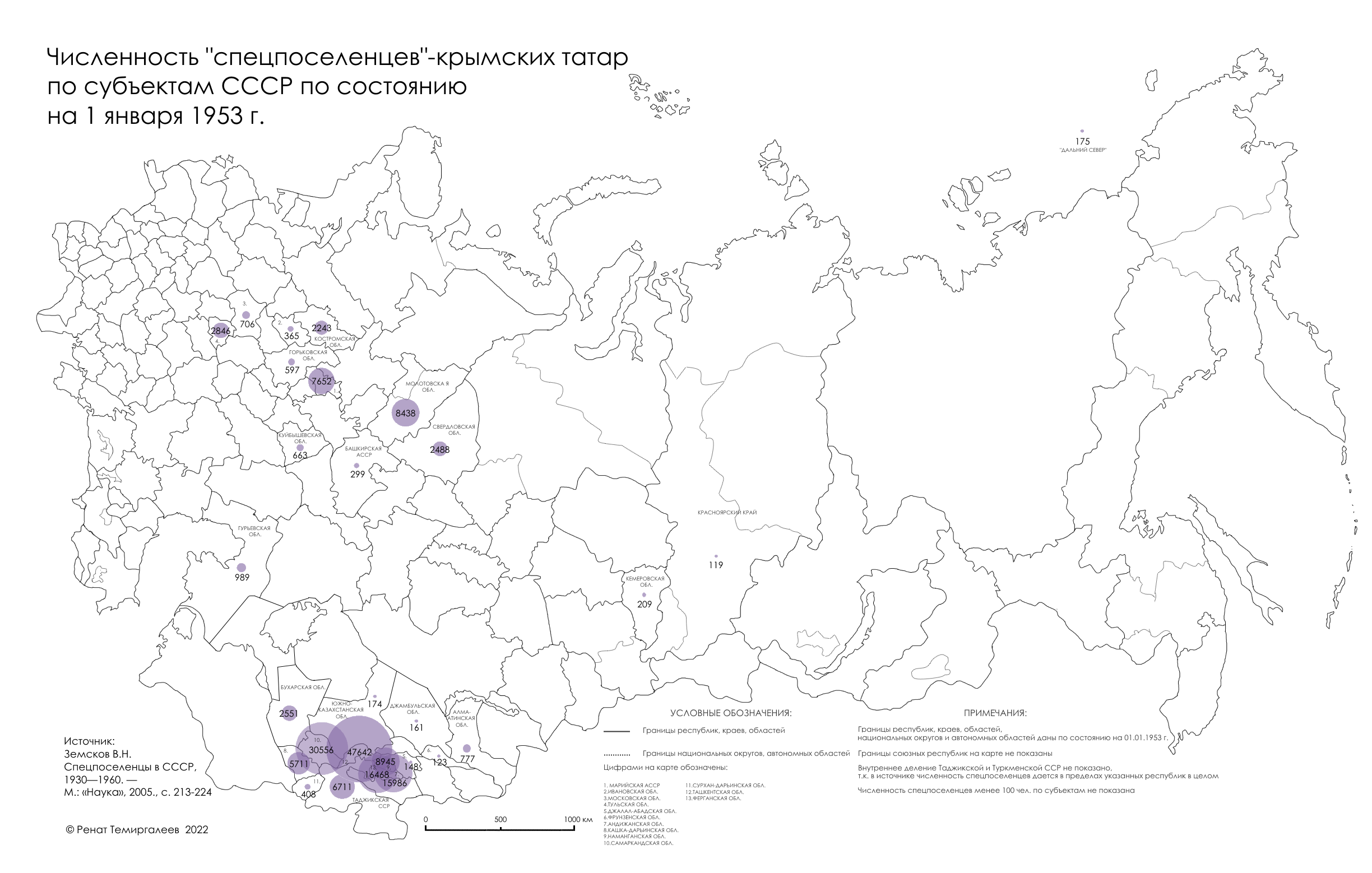
Крымские татары
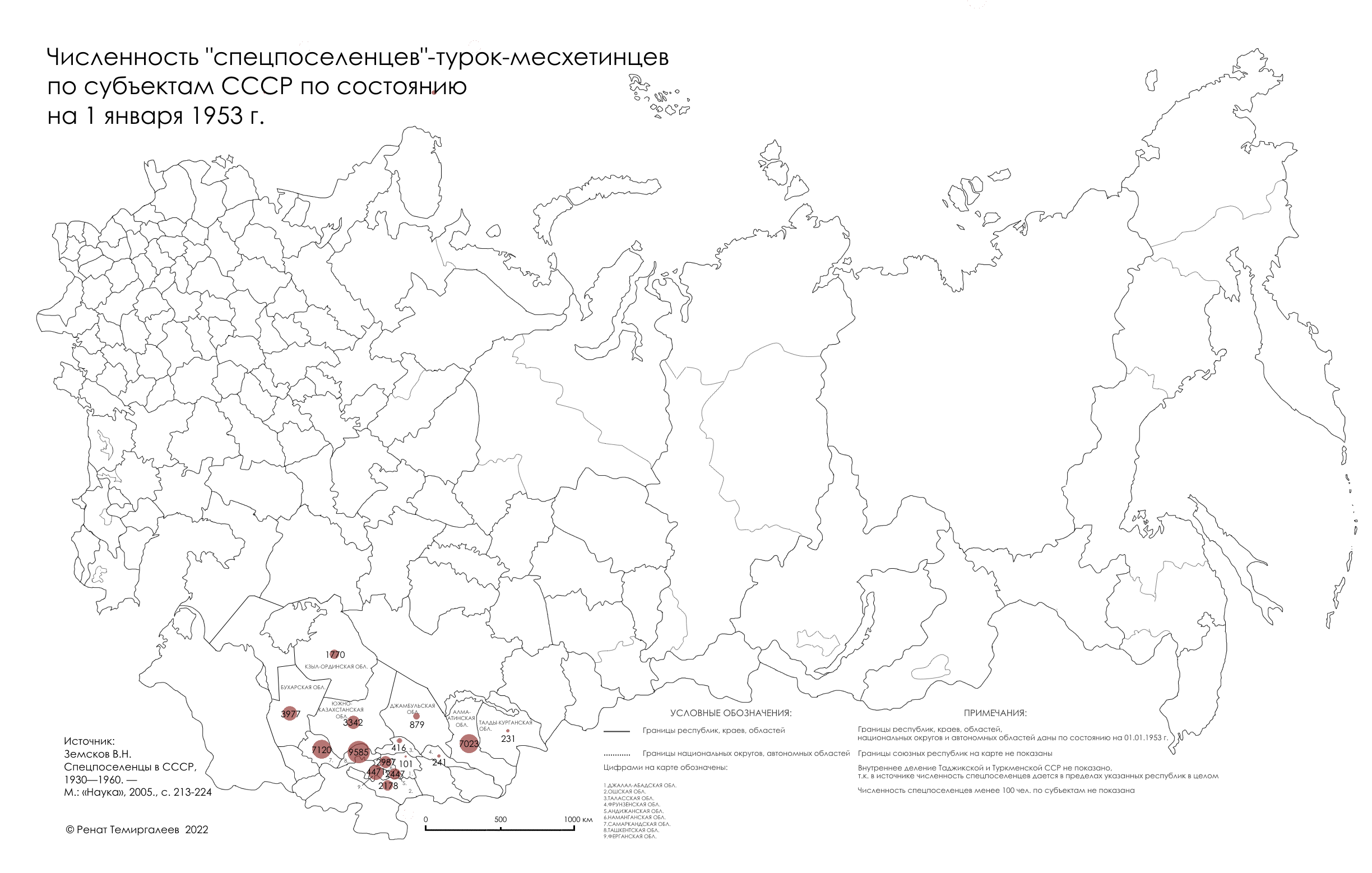
Турки-месхетинцы
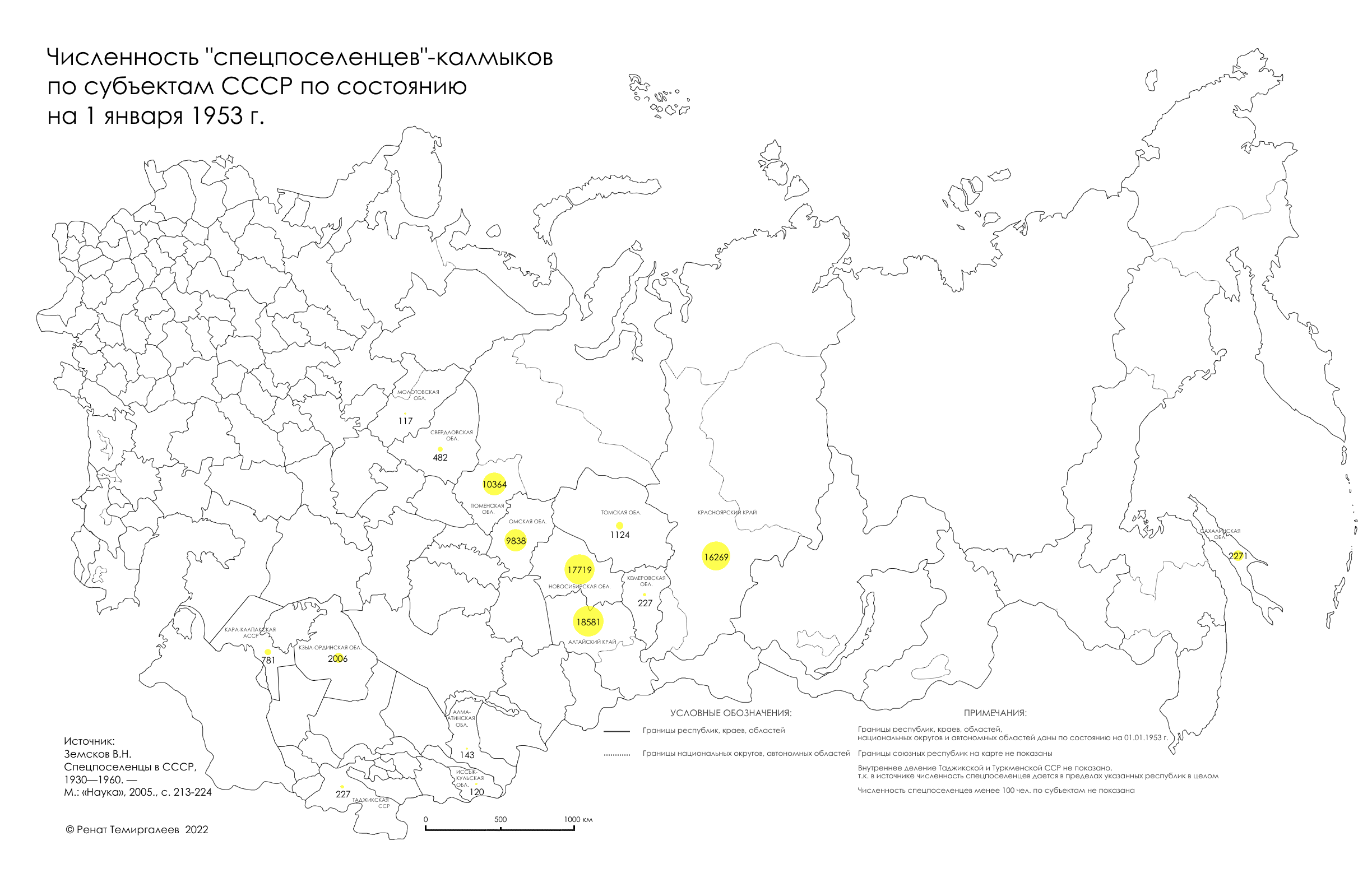
Калмыки
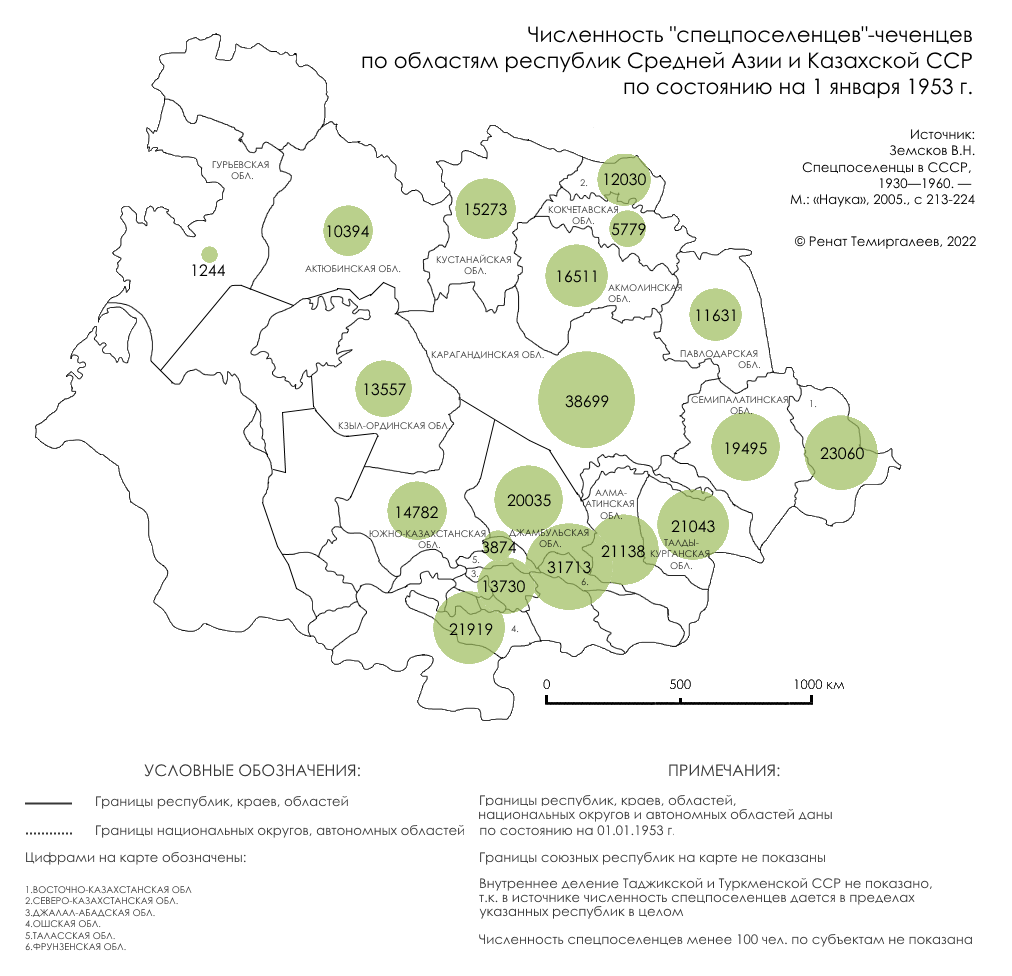
Чеченцы (только Казахстан и Средняя Азия)
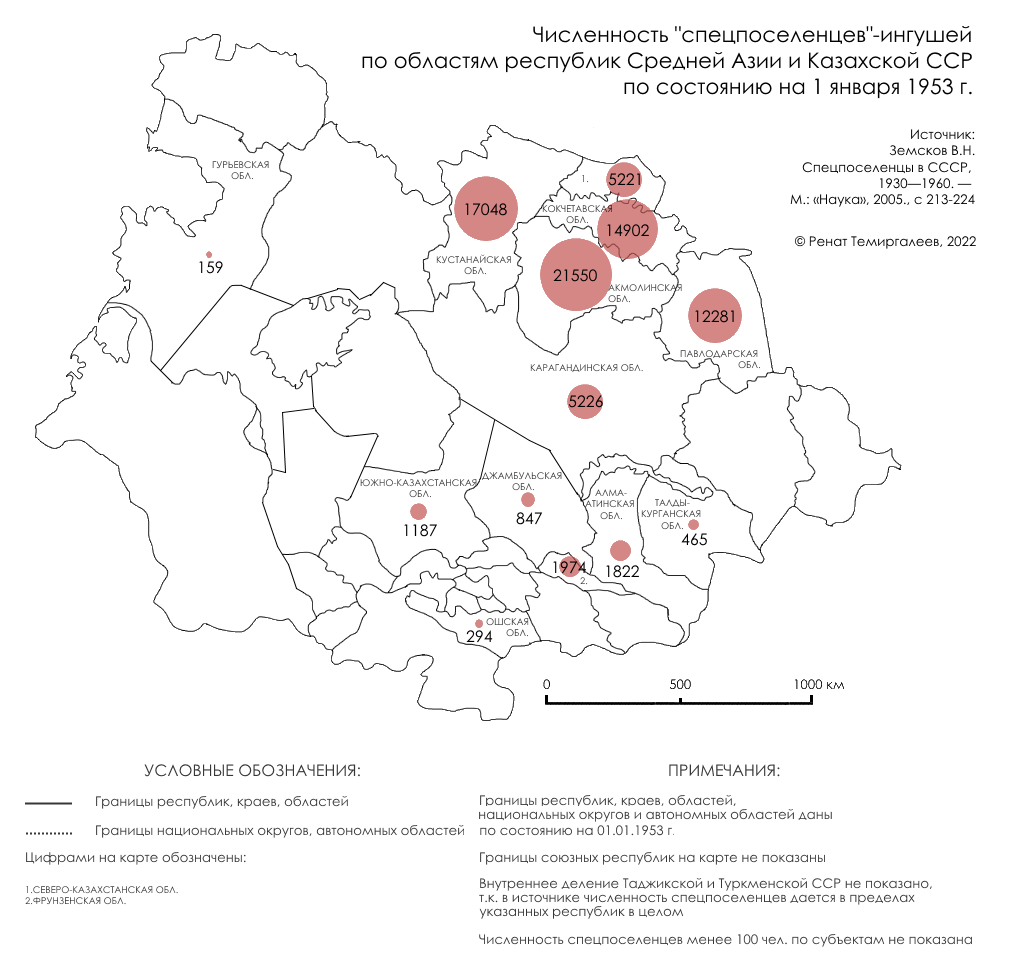
Ингуши (только Казахстан и Средняя Азия)
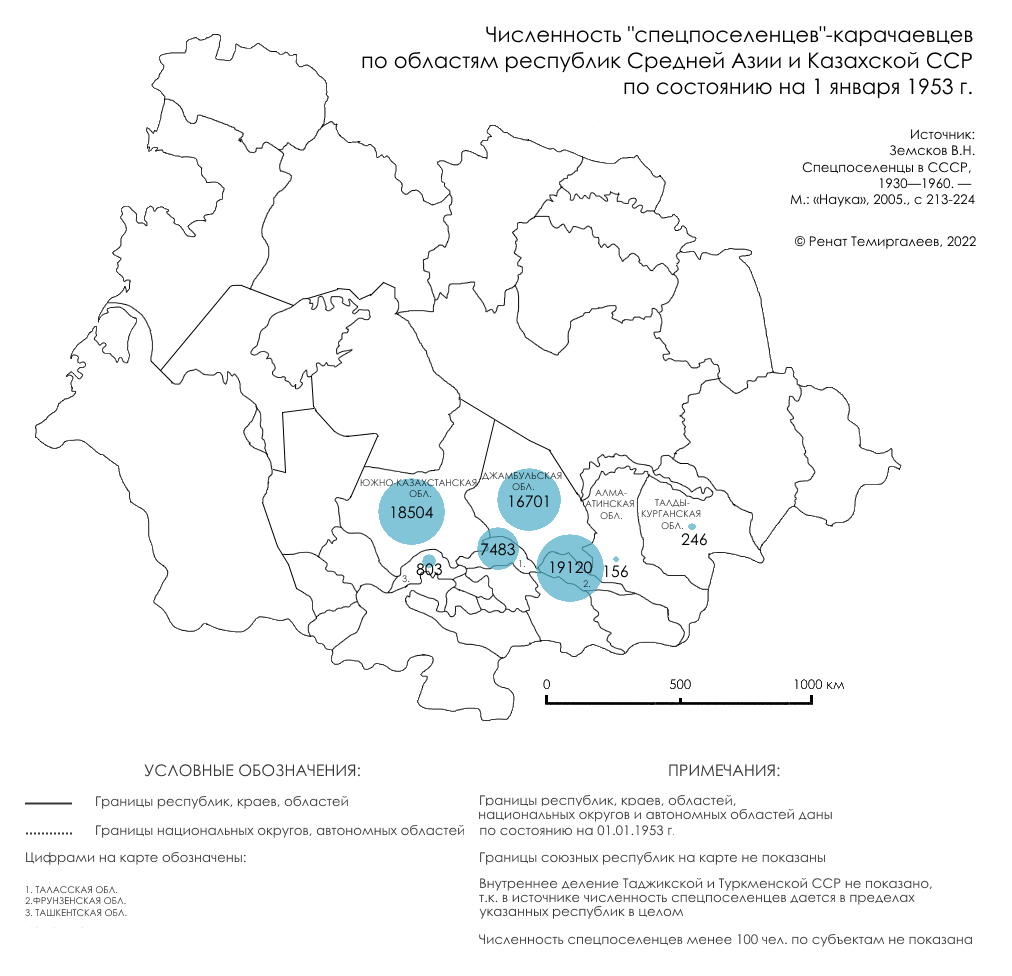
Карачаевцы (только Казахстан и Средняя Азия)
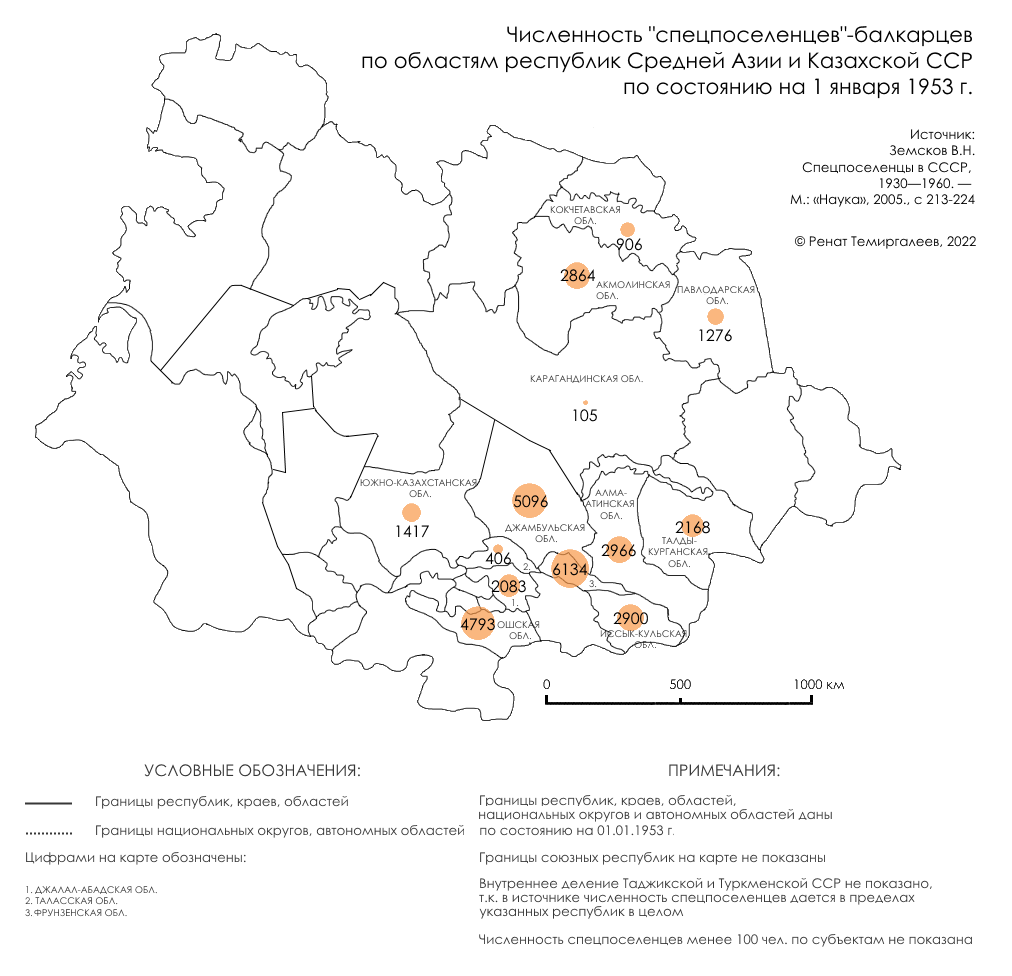
Балкарцы (только Казахстан и Средняя Азия)
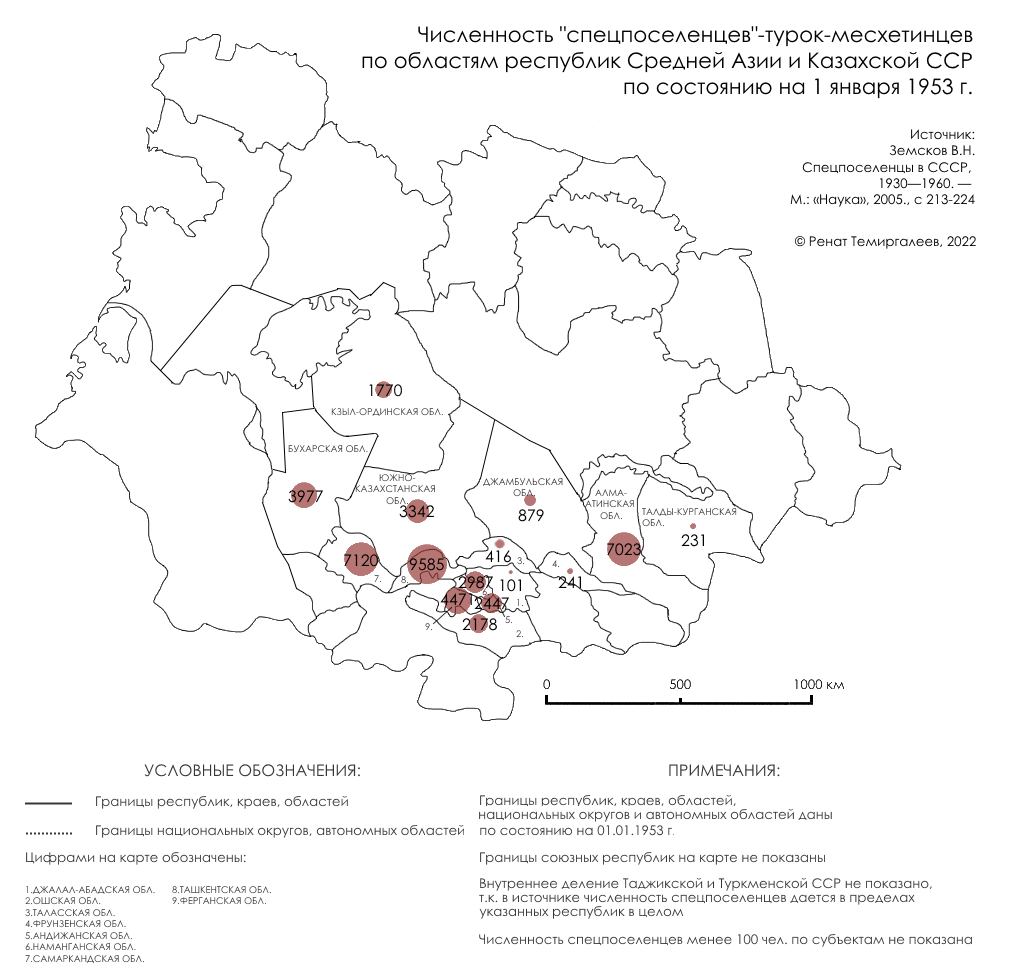
Турки-месхетинцы (только Казахстан и Средняя Азия)

Общее число выселенных к 1945 году превысило 5 миллионов человек.
В 1948 году народы, выселенные под предлогом сотрудничества с гитлеровцами, были объявлены «поселёнными навечно», вводился срок наказания за побег — 20 лет.

### Конец спецпоселений
В 1945—1949 годах началось массовое проникновение спецпоселенцев в города Тюменской и Омской областей. Так, в Омской области на 1 июля 1945 года на городском поселении находились 375 спецпоселенцев, а к июлю 1949 года 8239 человек (10 %). В Тюменской области за этот период численность спецпоселенцев-горожан выросла с 4421 человека (7,4 %) до 4820 человек (9,3 %). Одной из причин роста численности городского спецпоселенческого населения стало то, что ряд населённых пунктов получил статус города.
Массовое освобождение бывших кулаков, остававшихся к этому времени на спецпоселении началось после окончания войны. Так, на 1 апреля 1947 года их состояло на учёте 481 186, на 1 января 1948 г. — 210 556, на 1 июля 1949 г. — 124 585, а на 1 июля 1952 г. — 28 009 человек. Система спецпоселений как особый тип режимной жизни спецпереселенцев существовала до 1954 года. Конец ГУЛАГовской системе спецпоселений для «бывших кулаков», существовавшей четверть века,13 августа 1954 года положило постановление Совета Министров СССР № 1738/789сс «О снятии ограничений по спецпереселению с бывших кулаков и других лиц». Этим постановлением снимались ограничения по спецпереселению:
- с «бывших кулаков», выселенных в 1929—1933 гг. из районов сплошной коллективизации;
- с немцев — местных жителей Дальнего Востока, Сибири, Урала, Средней Азии, Казахстана и других мест, откуда выселение немцев производилось;
- с немцев, мобилизованных в период Великой Отечественной войны для работы в промышленности, которые выселению не подвергались[10].

Несколько народов (крымские татары, немцы и др.) не получили возможности возвращения.
Крымские татары вернулись в Крым явочным порядком в 1989—1990 годах в перестройку, возвращение немцев на территорию бывшей республики немцев Поволжья, на Украину (Schwarzmeerdeutsche), а также возвращение поляков на территории Западной Украины и Беларуси и другие места их довоенного проживания так и не состоялось.

## Роль спецпереселенцев в экономике СССР
Спецпереселенцы приняли активное участие в строительстве Беломорско-Балтийского канала, вспомогательных объектов, в его эксплуатации, строительстве новых поселков и городов. Они составляли основную производительную силу Беломорско-Балтийского комбината НКВД. На строительстве канала вследствие каторжного ручного труда, а также холода, голода, эпидемий погибли тысячи спецпереселенцев. Спецпереселенец Мурманского округа Копольцев говорил: «Балтийский канал сделан руками кулаков, где они и погибли. Пароходы ходят не по воде, а по человеческой крови. А мы-то работаем в Хибиногорске за 800 грамм хлеба».

### Кузбасс
Начиная с 1930-х годов в Кузбасс стали направлять так называемых спецпереселенцев — «раскулаченных крестьян», «врагов народа», «вредителей» и т. д. За период первой пятилетки (до 1932 года) в Кузбасс было направлено 61 тыс. спецпереселенцев. Большинство из них оказалось на шахтах, рудниках, стройках и металлургических заводах. Спецпереселенцы были практически бесправны в трудовом отношении. Они работали под надзором местных органов НКВД. Нормы выработки для них были гораздо выше, а условия труда сложнее и тяжелее, чем у вольнонаемных рабочих. В результате спецпереселенцы трудились по 12 и более часов в сутки. Трудиться обязаны были даже беременные женщины и подростки. Если в 1928 году среди шахтеров Кузбасса доля женщин составляла 3,2 %, то в 1936 году — 21,2 %. Жили спецпереселенцы в малоприспособленных помещениях, часто просто в землянках и шалашах.
После депортации августе 1941 года советских немцев Поволжья в Новосибирскую область, в состав которой входил Кузбасс, в течение 1941 года было направлено более 124 тыс. советских немцев. По данным на 1942 год на шахтах Кузбасса работало около 9 тыс. немцев. Вся деятельность мобилизованных советских немцев регламентировалась специальной инструкцией, разработанной Наркоматом угольной промышленности и согласованной с руководством НКВД, по использованию их на предприятиях Наркомугля. Трудомобилизованные советские немцы распределялись по трестам, где из них формировались шахтовые отряды, участковые колонны, сменные отделения и бригады. Каждый отряд возглавлялся сотрудником НКВД или представителем начсостава Красной армии. Инструкция не допускала возможности общения мобилизованных советских немцев с местным населением. Мобилизованные советские немцы не владели навыками шахтерского труда, поэтому на наиболее сложных работах допускалось использование квалифицированных вольнонаемных рабочих: машинистов врубмашин, посадчиков лав, запальщиков. Не допускались мобилизованные советские немцы на работы, связанные с использованием взрывных веществ, поэтому здесь применялся труд только вольнонаемных рабочих.

### Урал
Главным районом ссылки для «кулаков» стал Урал, как нарождающаяся промышленная база СССР. К февралю 1932 года здесь насчитывалось около 500 тыс. спецпереселенцев, которые были «закреплены» за леспромхозами, предприятиями разных отраслей промышленности: 
- Уралугля — 47666
- Магнитостроя — 40 тыс.
- Востокоруды — 26 845
- предприятий цветной металлургии — 18 341
- Уралстройматериала — 16 145
- Востокостали — 16 тыс.
- Союзрыбы—15172
- Уралторфа — 8517
- Уралстройиндустрии— 7515
- Пермьтранслеса — 7221
- Уралталька — 3764
- Уралмашстроя — 3604
- Химстроя — 2773
- Уралсоли — 2336
- в лесной промышленности — 27 415 и т. д.

Кроме того, 17 634 человека были использованы в сельхозколонизации.

## Спецпоселенцы — герои войны
Ажимов Тулебай Хаджибраевич (1921—1988). Уроженец с. Мумра Икрянинского района Астраханской области. В 1930 году семья была раскулачена и сослана в Сургут. Тулебай был призван в РККА в апреле 1942 года. В действующей армии с ноября. В 1944 году за мужество и героизм при форсировании Вислы Т. Х. Ажимову было присвоено звание Героя Советского Союза.
Корольков Иван Васильевич (1919—1983). Уроженец с. Тундрино Сургутского района, откуда при раскулачивании в 1930 году семья была и сослана севернее, в Обдорск. Призван в РККА в декабре 1942 года, направлен на командирские курсы, однако не окончил их и был направлен в действующую армию. За мужество, проявленное в боях с немецко-фашистскими захватчиками, 15 января 1944 года был удостоен звания Героя Советского Союза.
8 тысяч спецпоселенцев Северного края проявили мужество и героизм в боях Великой Отечественной войны, трое из них были удостоены звания Героя Советского Союза.

## Художественная литература
- Г. Ш. Яхина. Зулейха открывает глаза. — М.: АСТ, 2015